# Flaggenturm
Der Flaggenturm, im Volksmund wegen seiner Form auch „Kaffeemühlchen“ genannt, ist ein zweigeschossiger Turmbau auf der Kuppe des Fuchsmantels auf 224 m Höhe südwestlich von Bad Dürkheim.
Der Hügel liegt beim Nordende des Haardt-Höhenzugs, wo er zum Tal der Isenach abfällt. Von hier überblickt man nach Osten die Tiefebene des Oberrheingrabens, nach Norden die Berge des Leininger Sporns und im Westen das Pfälzer Bergland mit dem Drachenfels (570,8 m).

## Bau

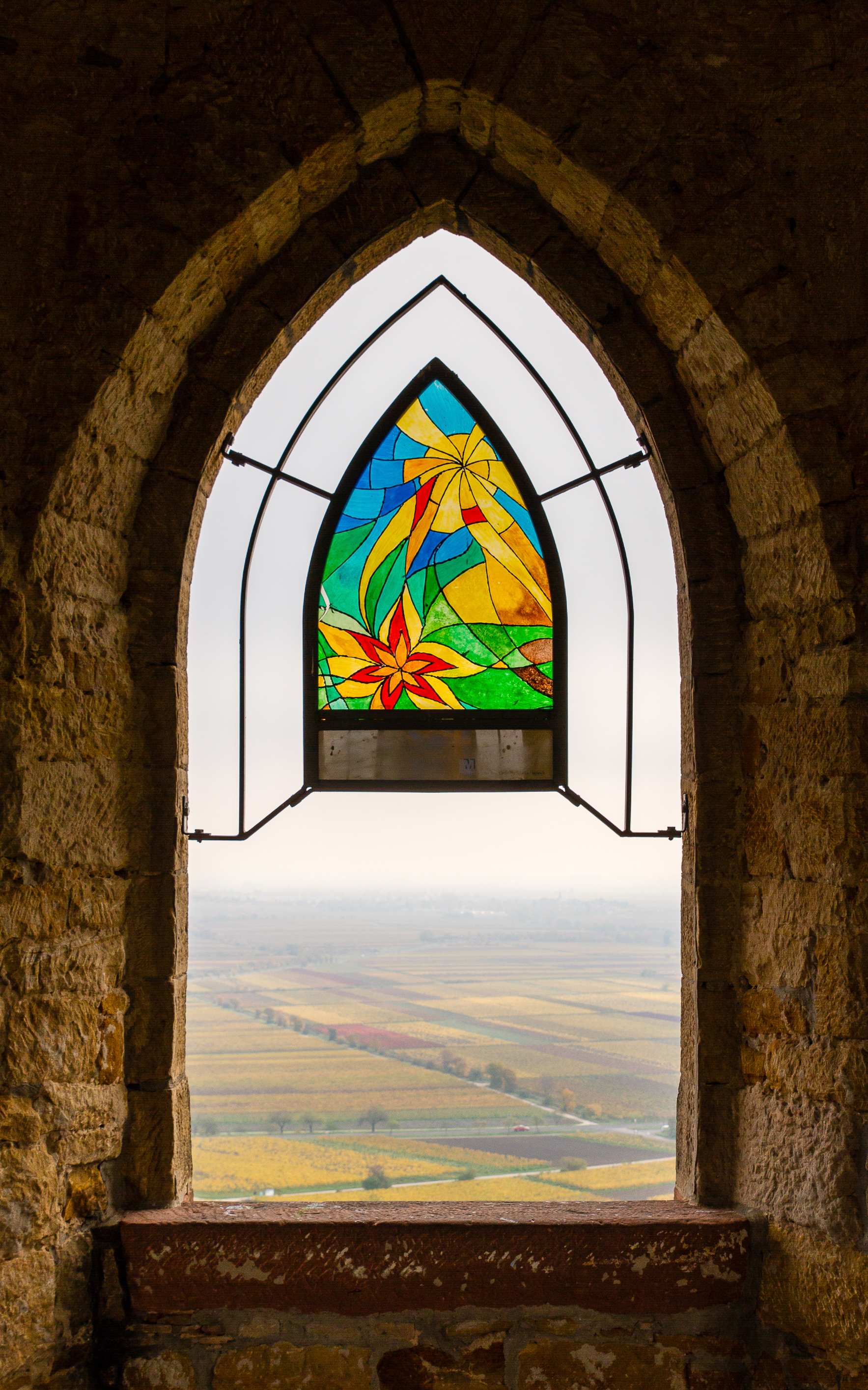
Spitzbogenfenster

Der 10 m hohe Turm ist ein Sandsteinbau im neugotischen Stil mit einem achtseitigen Grundriss. Er verfügt über zwei Stockwerke. Das Erdgeschoss besteht aus einer offenen Kuppelhalle, die auf der Südseite über eine fünfstufige Freitreppe und eine Spitzbogentür zugänglich ist, und mit drei Spitzbogenfenstern aufgelockert wird. Tür und Fenster, die im Spitzbogenbereich teilverglast sind, sollen mit unterschiedlichen Motiven die vier Jahreszeiten symbolisieren. Über eine außenlaufende Sandsteintreppe gelangt man auf die 5,4 m hoch liegende umlaufende Außenplattform. Diese ist mit einer 1 m hohen Brüstung eingefasst, deren Zinnen einige Orientierungspfeile zu markanten Sehenswürdigkeiten besitzen. Von der ersten Plattform führt eine rechtsdrehende Spindeltreppe auf den abgesetzten schlankeren Turmteil mit der zweiten, 9 m hoch liegenden Aussichtsplattform, jedoch ist die Metallgittertür vor dem Treppenaufgang meistens verschlossen. Der Fahnenmast wird bei besonderen Anlässen eingesetzt, wie dem Stadtfest oder dem Wurstmarkt.

## Geschichte
1854 war der Turmbau Ausdruck des wachsenden Wohlstands im Solbad Bad Dürkheim. Der Bau wurde durch Spenden Bad Dürkheimer Bürger finanziert und sollte eine weitere Attraktion der Kurstadt darstellen. Durch den attraktiven Standort wurde der Turm als Aussichtsplattform von Besuchern gut angenommen. Anfang 2002 ging der Besitz des Turmes auf den Drachenfels-Club über, der schon zuvor die Pflege und Betreuung des Bauwerkes übernommen hatte.

## Standort
Der Turm steht südwestlich von Bad Dürkheim auf einer Anhöhe innerhalb der Weinlage Dürkheimer Fuchsmantel. Er ermöglicht eine Aussicht über die Rheinebene bis zum Odenwald und Schwarzwald. Im Nordosten kann man bei klarem Wetter den Taunus mit dem Großen Feldberg erkennen. Der Flaggenturm ist auch einer der wenigen Plätze außerhalb der Rheinebene, von wo aus sowohl die Wachtenburg wie auch die Klosterruine Limburg zu sehen sind.

## Rundwanderweg
Von Bad Dürkheim wird der Turm zusammen mit einem etwa 8 km langen Rundwanderweg „Türme und Klöster“, der an der Klosterkirche Seebach und dem Zeppelinturm vorbeiführt, beworben.